# Erard II du Châtelet
Erard II du Châtelet, mort le 18 août 1459 et surnommé le grand Chevalier, est une baron et seigneur de Deuilly, Cirey, Bulgnéville, chambellan du roi de Sicile, Maréchal et gouverneur général de Lorraine et Barrois. 
Erard du Châtelet est le fils de Renaud du Châtelet et Jeanne de Chauffour.

## Mariage et enfants
Il épouse Alix de Saint-Eilien, puis Marguerite de Grancey le 25 juin 1440.
Il a du premier lit,
- Pierre
- Guillaume, auteur de Pierrefitte
- Ide ou Odette, épousa Colard de Marley, seigneur du Savey, de Dun, de Jametz et de Florange, chevalier, conseiller, chambellan du roi de Sicile puis Bertrand de Beauvau, seigneur de Précigny
- Peronnette, épousa Jean de Nancy ou de Lenoncourt, seigneur de Gombervaux en janvier 1434
- Jeanne, épousa Guillaume de Choiseul, seigneur de Clémont
- Agnès, épousa Jean d'Orme, bailli de l'évêché de Verdun
- Isabelle, épousa Louis de Dommartin, chevalier, seigneur de Daumartin, conseiller de René, Duc de Lorraine

puis du second lit,
- Erard, auteur de la branche de Bulgnéville
- Catherine, épousa Simon de Granson, seigneur de Poix le 17 avril 1458
- Jeanne, épousa Hélion de Granson, seigneur de la Marche, en 1467
- Madeleine, épousa Ferri de Paroye.